# Targ Rybny (Olsztyn)
Targ Rybny (niem. Fisch-Markt, w latach 1947–1990 pl. gen. Karola Świerczewskiego) – zabytkowy plac położony w północnej części Starego Miasta w Olsztynie.

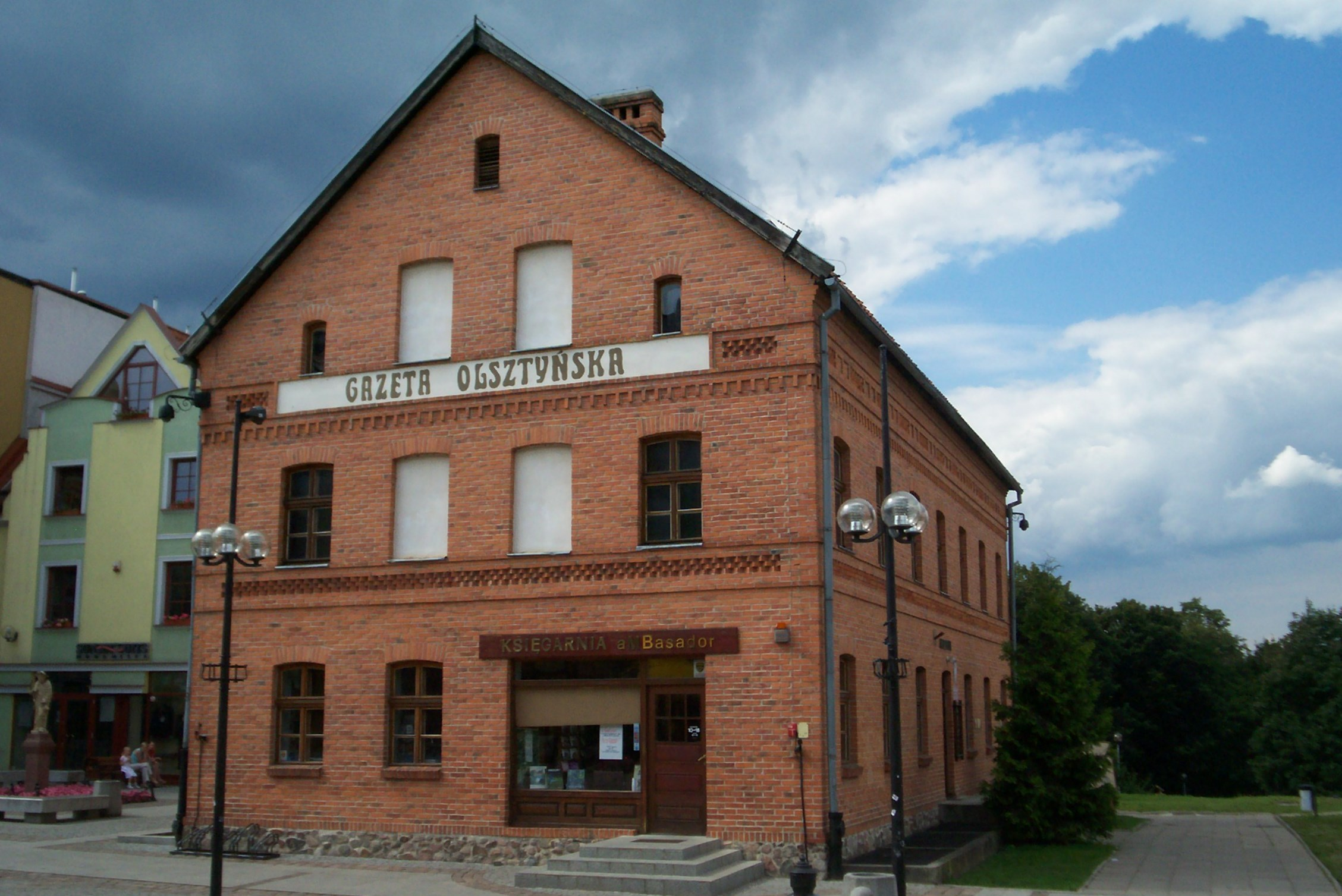
Dom „gazety Olsztyńskiej” od strony Targu Rybnego

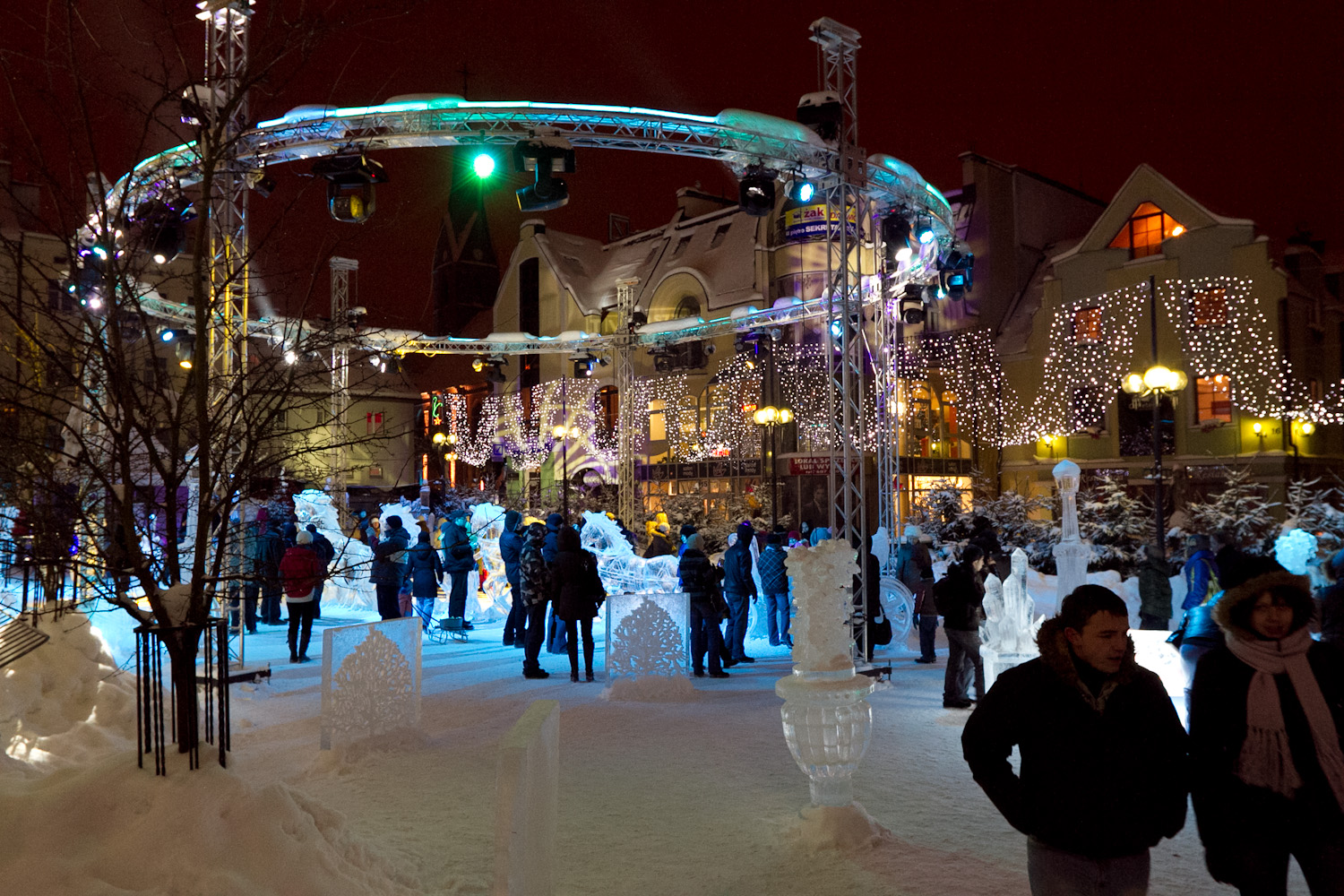
Targ Rybny podczas II Jarmarku Bożonarodzeniowego

## Dane Targu
Targ Rybny ma kształt prostokątny, lecz od początku lat 50. do lat 90. kształt ówczesnego beton placu gen. Świerczewskiego był kwadratowy, z powodu zburzenia kamienic pomiędzy placem a ul. Staromiejską. Kamienice przy wschodniej stronie placu (od ul. Staromiejskiej) odbudowano w I połowie lat 90., a kamienice po stronie zachodniej w latach 2001–2003.
Do roku 1945 dzisiejsza ulica Targ Rybny (nie mylić z placem o tej nazwie) nosiła nazwę „Poprzeczna” (niem. Ober-Quer-Straße), w znaczeniu poprzeczna do głównej osi miasta Ober-Straße (dzisiejszej ul. Staromiejskiej). Ulica Targ Rybny biegnie południową stroną placu, będąc przedłużeniem ul. Lelewela.
Zachodnią stroną placu biegnie ulica Gazety Olsztyńskiej, która stanowi południową połowę istniejącej do 1945 ulicy „Garncarskiej” (Topfer-Straße). Łączy ona Targ Rybny z ulicą Zamkową i Rynkiem Starego Miasta. Przez około 55 lat po II wojnie światowej ulica nie nosiła żadnej nazwy. Dawna ulica Garncarska biegła jednak dalej, aż do dawnej Bramy Młyńskiej.
Północną stronę placu stanowiła ulica „Młyńska” (Mühlen-Straße), tuż po wojnie krótko znana jako „Młynarska”. Łączyła ona Wysoką Bramę z dawną Bramą Młyńską. Po wyburzeniu zniszczonych kamienic w latach 50. przestała istnieć jako oddzielna ulica.
W północnej części Targu Rybnego, przy dawnej ul. Młyńskiej stoi odbudowany w 1989 roku Dom „Gazety Olsztyńskiej”, który przed zburzeniem przez hitlerowców w 1939 roku nosił adres „Młyńska 2".

## Historia Targu
Targ powstał w miejscu wolnej przestrzeni graniczącej z murami miejskimi, po powiększeniu miasta o dzielnicę północną w drugiej lokacji w 1378 roku. Stanowił drugie, po Rynku Starego Miasta, miejsce targowe w Olsztynie. Pierwotnie znany był jako Targ Świński. Nazwa Targ Rybny pojawia się na planach miasta już z początku XIX stulecia.
Po II wojnie światowej zburzono większość budynków stojących przy placu, które były w stanie nienadającym się do odbudowy. Nazwę placu przemianowano wtedy na cześć gen. Karola Świerczewskiego „Waltera”. Mieszkańcy Olsztyna nadali mu wtedy potoczną nazwę Karolek. W latach 60. XX wieku zabetonowano plac, a wokoło ustawiono latarnie uliczne i ławki.
Z początkiem lat 90. XX wieku, nazwa placu została z powrotem zmieniona na nazwę przedwojenną – „Targ Rybny”. Postanowiono odbudować kamienice stylizowane na zabudowę przedwojenną. Przed odbudową przeprowadzono stosowne badania archeologiczne.
Budynki na placu odbudowano w pierwszych latach XXI wieku. Oddano je do użytku z końcem 2002 r., wraz z nowymi budynkami na wschodniej pierzei od ulicy Staromiejskiej i na południowo-zachodniej części targu.
Wraz z odbudową placu postanowiono podkreślić charakter Targu Rybnego. W tym celu z kostek brukowych ułożono kilka wzorów ryb. Podczas remontu ustawiono nowe ławki i lampy.
Wraz z remontem Bramy Górnej (zwanej również Wysoką Bramy) w roku 2003, odbudowano niewielką część dawnego muru otaczającego Stare Miasto, który znajduje się w północnej części Targu Rybnego.

## Zabytki i pomniki

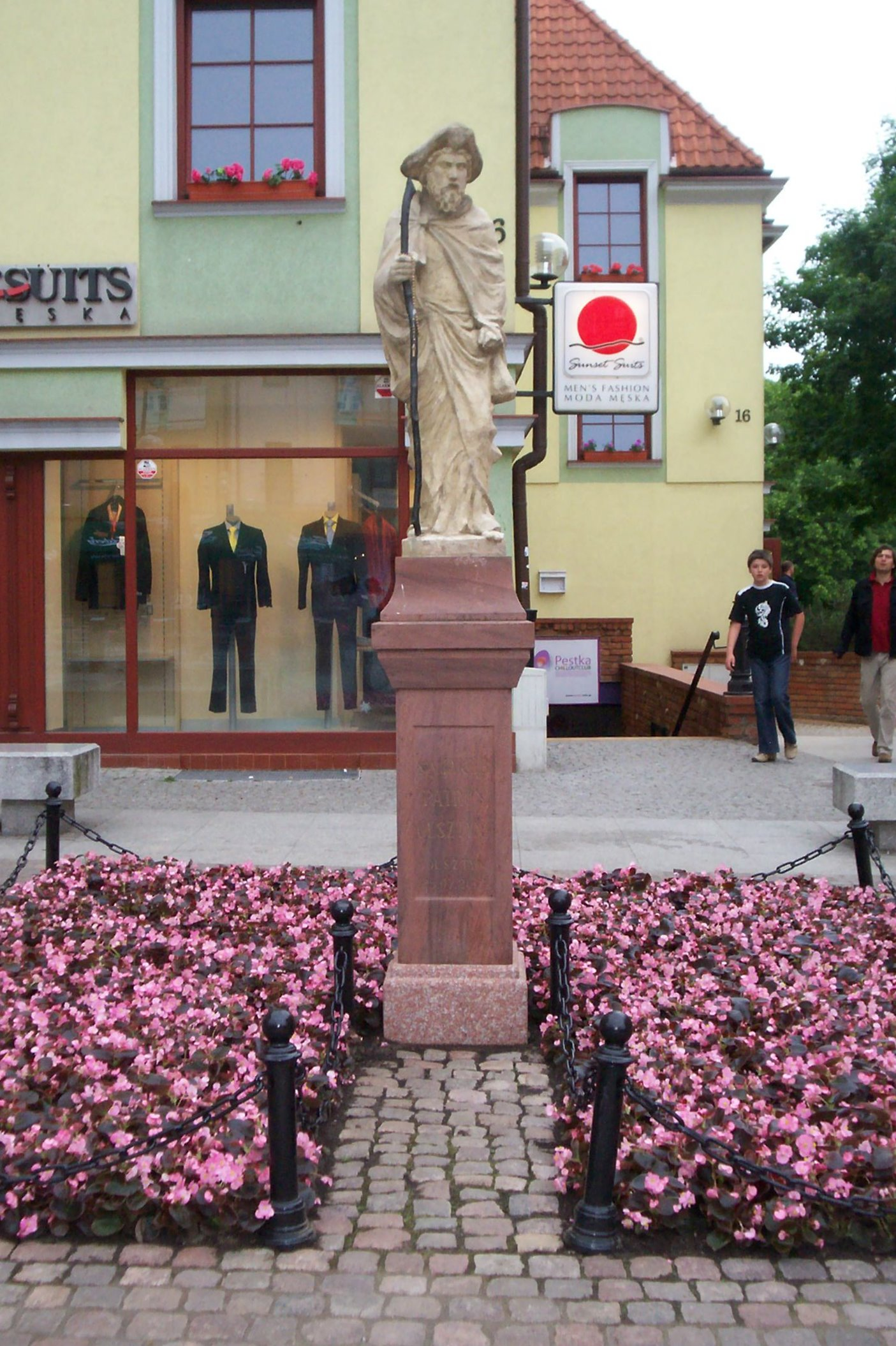
Pomnik św. Jakuba

Większość budynków znajdujących się przy Targu Rybnym to nowe kamienice stylizowane na oryginalną zabudowę przedwojenną. Przy placu znajduje się:
- Dom „Gazety Olsztyńskiej” – oddział Muzeum Warmii i Mazur,
- Pomnik św. Jakuba, patrona miasta Olsztyna, który od 18 lipca 2004 r. stoi na cokole we wnęce przy Muzeum – Domu „Gazety Olsztyńskiej”, w zachodniej części placu.

## Szlaki turystyczne
Przez północną część Targu Rybnego przechodzą szlaki:
- Czarny szlak im. Alojzego Śliwy w Olsztynie
- Szlak Kopernikowski

## Transport
Plac jest zamknięty dla ruchu. Jedynie ulica na południu Targu Rybnego oraz ulica łącząca Targ Rybny z ul. Zamkową i Rynkiem Starego Miasta, są przeznaczone wyłącznie dla ruchu służb miejskich oraz mieszkańców okolicznych kamienic.